# Worstelen op de Olympische Zomerspelen 2016
Worstelen is een van de sporten die beoefend zal worden tijdens de Olympische Zomerspelen 2016 in Rio de Janeiro. De wedstrijden vinden van 14 tot en met 21 augustus plaats in het Arena Carioca. De vrouwen  worstelen alleen in de vrije stijl en de mannen worstelen zowel in de vrije stijl als in de Grieks-Romeinse stijl.
Voor deze editie werden twee gewichtsklassen toegevoegd aan het vrije stijl worstelen voor vrouwen. Bij zowel het vrije stijl als het Grieks-Romeins worstelen bij de mannen werd één gewichtsklasse geschrapt.

## Kwalificatie
Aan het toernooi nemen 344 worstelaars deel, 108 vrouwen en 230 mannen. Daarnaast zijn er zes plaatsen beschikbaar voor het gastland of de olympische tripartitecommissie. Elk land mag maximaal één deelnemer per onderdeel inschrijven, indien men een quotaplaats heeft weten te bemachtigen.
Het eerste kwalificatietoernooi waren de wereldkampioenschappen worstelen 2015 in Las Vegas. Op dit toernooi kwalificeerden de beste zes per gewichtsklasse zich voor de Olympische Spelen, in totaal 108 worstelaars. Daarna zijn er vier continentale kwalificatietoernooien in 2016, waarbij de beste twee per gewichtsklasse (per toernooi) zich kwalificeren. In totaal worden tijdens deze vier toernooien 144 tickets verdeeld. Bij het eerste mondiale kwalificatietoernooi kwalificeren in totaal 50 worstelaars zich voor de Spelen, drie mannen en twee vrouwen per gewichtsklasse. Bij het afsluitende mondiale kwalificatietoernooi plaatsen nog eens twee mannen en twee vrouwen per gewichtsklasse zich voor de Olympische Spelen, in totaal 36 worstelaars.
Een land dat zich reeds geplaatst heeft in een gewichtsklasse, kan gedurende de rest van de kwalificatieperiode geen sporter meer inschrijven in de desbetreffende gewichtsklasse. Na afloop van de kwalificatieperiode vergeeft de olympische tripartitecommissie in samenwerking met FILA (worstelbond) de resterende tickets aan het gastland of aan landen die geen quotaplaatsen hebben weten te bemachtigen.
Overzicht
| Toernooi                                                  | Datum                                                     | Locatie                                                   | Plaatsen                                        |
| --------------------------------------------------------- | --------------------------------------------------------- | --------------------------------------------------------- | ----------------------------------------------- |
| Wereldkampioenschappen worstelen 2015                     | 7-15 september 2015                                       | Las Vegas                                                 | 108 (6 per klasse)                              |
| Pan-Amerikaans kwalificatietoernooi                       | 4-6 maart 2016                                            | Frisco                                                    | 36 (2 per klasse)                               |
| Aziatisch kwalificatietoernooi                            | 18-20 maart 2016                                          | Astana                                                    | 36 (2 per klasse)                               |
| Afrikaans/Oceanisch kwalificatietoernooi                  | 1-3 april 2016                                            | Algiers                                                   | 36 (2 per klasse)                               |
| Europees kwalificatietoernooi                             | 15-17 april 2016                                          | Zrenjanin                                                 | 36 (2 per klasse)                               |
| Mondiaal kwalificatietoernooi I                           | 22-24 april 2016                                          | Ulaanbaatar                                               | 50 (3 mannen per klasse) (2 vrouwen per klasse) |
| Mondiaal kwalificatietoernooi II                          | 6-8 mei 2016                                              | Istanboel                                                 | 36 (2 per klasse)                               |
| TOTAAL                                                    | TOTAAL                                                    | TOTAAL                                                    | 338 (230 mannen) (108 vrouwen)                  |
| Aangewezen aan gastland en/of door de tripartitecommissie | Aangewezen aan gastland en/of door de tripartitecommissie | Aangewezen aan gastland en/of door de tripartitecommissie | 6                                               |
| Totaal                                                    | Totaal                                                    | Totaal                                                    | 344                                             |

## Medailles

### Grieks-Romeins

#### Mannen
| Onderdeel            | Goud | Goud               | Zilver | Zilver               | Brons   | Brons                                  |
| -------------------- | ---- | ------------------ | ------ | -------------------- | ------- | -------------------------------------- |
| Bantam (-59 kg)      | CUB  | Ismael Borrero     | JPN    | Shinobu Ota          | NOR UZB | Stig André Berge Jelmoerat Tasmoeradov |
| Licht (-66 kg)       | SRB  | Davor Štefanek     | ARM    | Migran Aroetjoenjan  | GEO AZE | Shmagi Bolkvadze Rasoel Tsjoenajev     |
| Welter (-75 kg)      | RUS  | Roman Vlasov       | DEN    | Mark Madsen          | IRI KOR | Saeid Abdevali Kim Hyeon-woo           |
| Midden (-85 kg)      | RUS  | Davit Tsjakvetadze | UKR    | Zhan Belenjoek       | BLR GER | Javid Hamzatau Denis Kudla             |
| Zwaar (-98 kg)       | ARM  | Artoer Aleksanjan  | CUB    | Yasmany Lugo Cabrera | TUR IRI | Cenk İldem Ghasem Gholamreza Rezaei    |
| Superzwaar (-130 kg) | CUB  | Mijaín López       | TUR    | Rıza Kayaalp         | RUS AZE | Sergej Semenov Sabah Sjariati          |

### Vrije stijl

#### Mannen
| Onderdeel            | Goud | Goud                          | Zilver | Zilver            | Brons   | Brons                                    |
| -------------------- | ---- | ----------------------------- | ------ | ----------------- | ------- | ---------------------------------------- |
| Bantam (-57 kg)      | GEO  | Vladimer Chintsjegasjvili     | JPN    | Rei Higuchi       | AZE IRI | Haji Alijev Hassan Rahimi                |
| Licht (-65 kg)       | RUS  | Soslan Ramonov                | AZE    | Toghrul Asgarov   | ITA UZB | Frank Chamizo Marquez Ichtijor Navroezov |
| Welter (-74 kg)      | IRI  | Hassan Aliazam Yazdanicharati | RUS    | Anjoear Gedoejev  | TUR AZE | Soner Demirtaş Jabrajil Gazanov          |
| Midden (-86 kg)      | RUS  | Abdoelrasjid Sadoelajev       | TUR    | Selim Yaşar       | USA AZE | J'den Cox Sjarif Sjarifov                |
| Zwaar (-97 kg)       | USA  | Kyle Frederick Snyder         | AZE    | Khetag Gozijoemov | UZB ROU | Magomed Ibragimov Albert Saritov         |
| Superzwaar (-125 kg) | TUR  | Taha Akgül                    | IRI    | Komeil Ghasemi    | GEO BLR | Geno Petriasjvili Ibrahim Saidoe         |

#### Vrouwen
| Onderdeel           | Goud | Goud           | Zilver | Zilver                    | Brons   | Brons                                 |
| ------------------- | ---- | -------------- | ------ | ------------------------- | ------- | ------------------------------------- |
| Vlieg (-48 kg)      | JPN  | Eri Tosaka     | AZE    | Mariya Stadnik            | BUL CHN | Jelitsa Jankova Sun Yanan             |
| Bantam (-53 kg)     | USA  | Helen Maroulis | JPN    | Saori Yoshida             | SWE AZE | Sofia Mattsson Natalija Sinisjin      |
| Welter (-58 kg)     | JPN  | Kaori Icho     | RUS    | Valerija Koblova-Zjoblova | TUN IND | Marwa Amri Sakshi Malik               |
| Midden (-63 kg)     | JPN  | Risako Kawai   | BLR    | Maria Mamatsjoek          | KAZ POL | Jekaterina Larionova Monika Michalik  |
| Lichtzwaar (-69 kg) | JPN  | Sara Dosho     | RUS    | Natalija Vorobeva         | SWE KAZ | Anna Jenny Fransson Jelmira Sizdikova |
| Zwaar (-75 kg)      | CAN  | Erica Wiebe    | KAZ    | Goezel Manjoerova         | RUS CHN | Jekaterina Boekina Zhang Fengliu      |

### Medaillespiegel
| Plaats | Land             | NOC    | Goud | Zilver | Brons | Totaal |
| ------ | ---------------- | ------ | ---- | ------ | ----- | ------ |
| 1      | Rusland          | RUS    | 4    | 3      | 2     | 9      |
| 2      | Japan            | JPN    | 4    | 3      | 0     | 7      |
| 3      | Cuba             | CUB    | 2    | 1      | 0     | 3      |
| 4      | Verenigde Staten | USA    | 2    | 0      | 1     | 3      |
| 5      | Turkije          | TUR    | 1    | 2      | 2     | 5      |
| 6      | Iran             | IRI    | 1    | 1      | 3     | 5      |
| 7      | Armenië          | ARM    | 1    | 1      | 0     | 2      |
| 8      | Georgië          | GEO    | 1    | 0      | 2     | 3      |
| 9      | Canada           | CAN    | 1    | 0      | 0     | 1      |
| 9      | Servië           | SRB    | 1    | 0      | 0     | 1      |
| 11     | Azerbeidzjan     | AZE    | 0    | 3      | 6     | 9      |
| 12     | Wit-Rusland      | BLR    | 0    | 1      | 2     | 3      |
| 12     | Kazachstan       | KAZ    | 0    | 1      | 2     | 3      |
| 14     | Denemarken       | DEN    | 0    | 1      | 0     | 1      |
| 14     | Oekraïne         | UKR    | 0    | 1      | 0     | 1      |
| 16     | Oezbekistan      | UZB    | 0    | 0      | 3     | 3      |
| 17     | China            | CHN    | 0    | 0      | 2     | 2      |
| 17     | Zweden           | SWE    | 0    | 0      | 2     | 2      |
| 19     | Bulgarije        | BUL    | 0    | 0      | 1     | 1      |
| 19     | Duitsland        | GER    | 0    | 0      | 1     | 1      |
| 19     | India            | IND    | 0    | 0      | 1     | 1      |
| 19     | Italië           | ITA    | 0    | 0      | 1     | 1      |
| 19     | Zuid-Korea       | KOR    | 0    | 0      | 1     | 1      |
| 19     | Noorwegen        | NOR    | 0    | 0      | 1     | 1      |
| 19     | Polen            | POL    | 0    | 0      | 1     | 1      |
| 19     | Roemenië         | ROU    | 0    | 0      | 1     | 1      |
| 19     | Tunesië          | TUN    | 0    | 0      | 1     | 1      |
| Totaal | Totaal           | Totaal | 18   | 18     | 36    | 72     |